# Sztapel

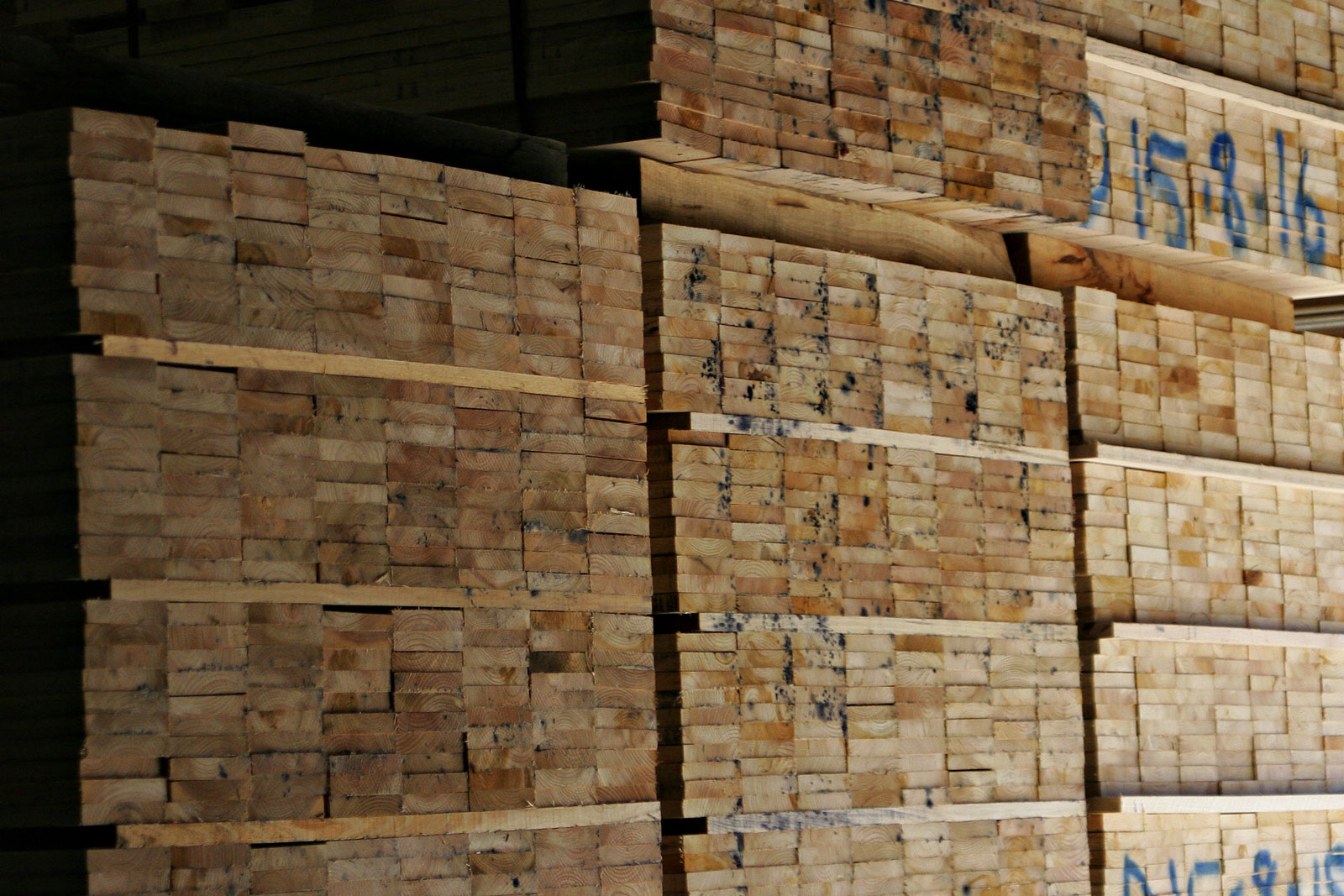
deski w sztaplach

Sztapel (niem. Stapel) – ogólnie ładunek (np. skrzynie, worki, paczki, deski) ułożony warstwami.
W szczególności nazwę tę stosuje się do stosu tarcicy ułożonej w sposób regularny, zwykle w prostopadłościan warstwami na przekładkach, spoczywającego na poziomych legarach lub na stojakach. Dzięki ułożeniu w sztaple możliwe jest obsychanie zgromadzonego drewna i łatwy pomiar jego kubatury.
Formowaniem sztapli, czyli sztaplowaniem, zajmuje się sztapler, zwykle przy użyciu sztaplarki.